# Satellite Award de la meilleure actrice dans une série télévisée musicale ou comique

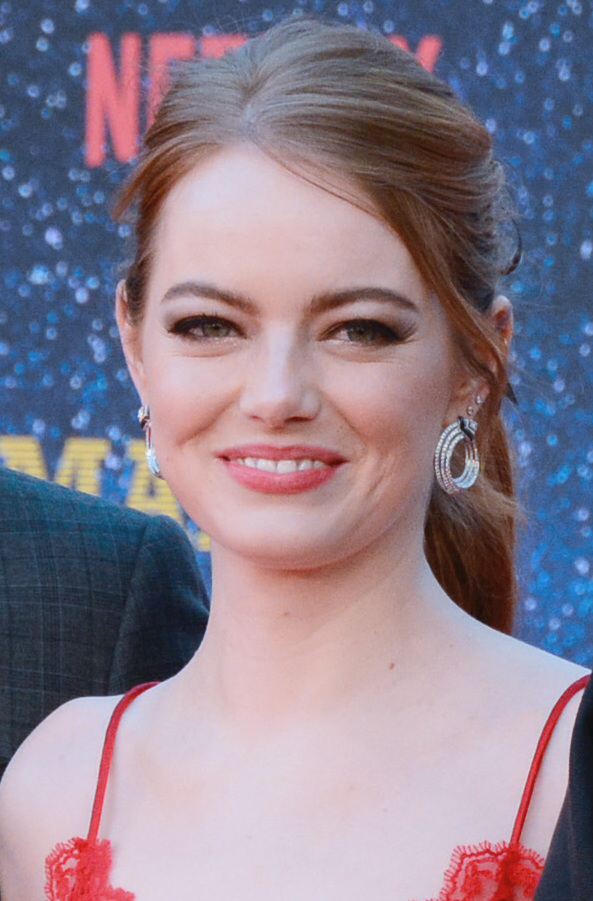
Emma Stone à été la meilleure actrice en 2025.

Le Satellite Award de la meilleure actrice dans une série télévisée musicale ou comique (Satellite Award for Best Actress – Television Series Musical or Comedy) est une distinction de la télévision américaine décernée par The International Press Academy depuis 1997.

## Palmarès
Note : les gagnants sont indiqués en gras.

### Années 1990
- 1997 : Jane Curtin pour le rôle de Mary Albright, dans Troisième planète après le Soleil (3rd Rock from the Sun)
  - Fran Drescher pour le rôle de Fran Fine dans Une nounou d'enfer (The Nanny)
  - Helen Hunt pour le rôle de Jamie Stemple Buchman dans Dingue de toi (Mad About You)
  - Cybill Shepherd pour le rôle de Cybill Sheridan dans Cybill
  - Lea Thompson pour le rôle de Caroline Duffy dans Caroline in the City

- 1998 : Tracey Ullman pour le rôle de Chic dans Tracey Takes On...
  - Jane Curtin pour le rôle de Mary Albright dans Troisième planète après le Soleil (3rd Rock from the Sun)
  - Ellen DeGeneres pour le rôle de Ellen Morgan dans Ellen
  - Helen Hunt pour le rôle de Jamie Stemple Buchman dans Dingue de toi (Mad About You)
  - Brooke Shields pour le rôle de Susan Keane dans Susan

- 1999 : Ellen DeGeneres pour le rôle de Ellen Morgan dans Ellen
  - Calista Flockhart pour le rôle de Ally McBeal dans Ally McBeal
  - Helen Hunt pour le rôle de Jamie Stemple Buchman dans Dingue de toi (Mad About You)
  - Phylicia Rashad pour le rôle de Ruth Lucas dans Cosby Show
  - Brooke Shields pour le rôle de Susan Keane dans Susan

### Années 2000
- 2000 : Illeana Douglas pour le rôle de Wendy Ward dans Action
  - Jennifer Aniston pour le rôle de Rachel Green dans Friends
  - Jenna Elfmanpour le rôle de Dharma Montgomery dans Dharma et Greg (Dharma and Greg)
  - Calista Flockhart pour le rôle de Ally McBeal dans Ally McBeal
  - Jane Leeves pour le rôle de Daphne Moon dans Frasier

- 2001 : Lisa Kudrow pour le rôle de Phoebe Buffay dans Friends
  - Jenna Elfman pour le rôle de Dharma Montgomery dans Dharma et Greg (Dharma and Greg)
  - Jane Krakowski pour le rôle de Ally McBeal dans Ally McBeal
  - Wendie Malick pour le rôle de Nina Van Horn dans Voilà ! (Just Shoot Me!)
  - Laura San Giacomo pour le rôle de Maya Gallo dans Voilà ! (Just Shoot Me!)

- 2002 : Debra Messing pour le rôle de Grace Adler dans Will et Grace (Will and Grace)
  - Jenna Elfman pour le rôle de Dharma Montgomery dans Dharma et Greg (Dharma and Greg)
  - Lauren Graham pour le rôle de Lorelai Gilmore dans Gilmore Girls
  - Jane Kaczmarek pour le rôle de Lois dans Malcolm
  - Lisa Kudrow pour le rôle de Phoebe Buffay dans Friends

- 2003 : Debra Messing pour le rôle de Grace Adler dans Will et Grace  (Will and Grace)
  - Jennifer Aniston pour le rôle de Rachel Green dans Friends
  - Alexis Bledel pour le rôle de Rory Gilmore dans Gilmore Girls
  - Lauren Graham pour le rôle de Lorelai Gilmore dans Gilmore Girls
  - Bonnie Hunt pour le rôle de Bonnie Molloy dans Life with Bonnie

- 2004 : Jane Kaczmarek pour le rôle de Lois dans Malcolm
  - Lauren Graham pour le rôle de Lorelai Gilmore dans Gilmore Girls
  - Bonnie Hunt pour le rôle de Bonnie Molloy dans Life with Bonnie
  - Debra Messing pour le rôle de Grace Adler dans Will et Grace  (Will and Grace)
  - Alicia Silverstone pour le rôle de Kate Fox dans Miss Match
  - Wanda Sykes pour le rôle de Wanda Mildred Hawkins dans Wanda at Large

- 2005 (janvier) : Portia de Rossi pour le rôle de Lindsay Bluth Fünke dans Arrested Development
  - Marcia Cross pour le rôle de Bree Van de Kamp dans Desperate Housewives
  - Teri Hatcher pour le rôle de Susan Mayer dans Desperate Housewives
  - Felicity Huffman pour le rôle de Lynette Scavo dans Desperate Housewives
  - Lauren Graham pour le rôle de Lorelai Gilmore dans Gilmore Girls
  - Maya Rudolph pour plusieurs personnages dans Saturday Night Live

- 2005 (décembre) : (ex æquo)
  - Felicity Huffman pour le rôle de Lynette Scavo  dans Desperate Housewives
  - Mary-Louise Parker pour le rôle de Nancy Botwin dans Weeds
    - Candice Bergen pour le rôle de Shirley Schmidt dans Boston Justice (Boston Legal)
    - Lauren Graham pour le rôle de Lorelai Gilmore dans Gilmore Girls
    - Elizabeth Perkins pour le rôle de Celia Hodes dans Weeds

- 2006 : Marcia Cross pour le rôle de Bree Van de Kamp dans Desperate Housewives
  - America Ferrera pour le rôle de Betty Suarez dans Ugly Betty
  - Laura Kightlinger pour le rôle de Jackie Woodman dans The Minor Accomplishments of Jackie Woodman (en)
  - Lisa Kudrow pour le rôle de Valerie Cherish dans Mon Comeback (The Comeback)
  - Julia Louis-Dreyfus pour le rôle de Christine Campbell dans Old Christine (The New Adventures of Old Christine)
  - Mary-Louise Parker pour le rôle de Nancy Botwin dans Weeds

- 2007 : America Ferrera pour le rôle de Betty Suarez dans Ugly Betty
  - Tina Fey pour le rôle de Liz Lemon dans 30 Rock
  - Anna Friel pour le rôle de Charlotte Charles dans Pushing Daisies
  - Patricia Heaton pour le rôle de Kelly Carr dans Back to You (en)
  - Felicity Huffman pour le rôle de Lynette Scavo dans Desperate Housewives
  - Julia Louis-Dreyfus pour le rôle de Christine Campbell dans Old Christine (The New Adventures of Old Christine)

- 2008 : Tracey Ullman pour plusieurs personnages dans Tracey Ullman's State of the Union
  - Christina Applegate pour le rôle de Samantha Newly dans Samantha qui ? (Samantha Who?)
  - America Ferrera pour le rôle de Betty Suarez dans Ugly Betty
  - Tina Fey pour le rôle de Liz Lemon dans 30 Rock
  - Julia Louis-Dreyfus pour le rôle de Christine Campbell dans Old Christine (The New Adventures of Old Christine)
  - Mary-Louise Parker pour le rôle de Nancy Botwin dans Weeds

- 2009 : Lea Michele pour le rôle de Rachel Berry dans Glee
  - Tina Fey pour le rôle de Liz Lemon dans 30 Rock
  - Toni Collette pour le rôle de Tara Gregson dans United States of Tara
  - Mary-Louise Parker pour le rôle de Nancy Botwin dans Weeds
  - Brooke Elliott pour le rôle de Jane Bingum dans Drop Dead Diva
  - Edie Falco pour le rôle de Jackie Peyton dans Nurse Jackie
  - Julie Bowen pour le rôle de Claire Dunphy dans Modern Family

### Années 2010
- 2010 : Laura Linney pour le rôle de Cathy Jamison dans The Big C
  - Jane Adams pour le rôle de Tanya Skagle dans Hung
  - Toni Collette pour le rôle de Tara Gregson dans United States of Tara
  - Edie Falco pour le rôle de Jackie Peyton dans Nurse Jackie
  - Tina Fey pour le rôle de Liz Lemon dans 30 Rock
  - Lea Michele pour le rôle de Rachel Berry dans Glee
  - Mary-Louise Parker pour le rôle de Nancy Botwin dans Weeds

- 2011 : Martha Plimpton pour le rôle de Virginia Chance dans Raising Hope
  - Zooey Deschanel pour le rôle de Jess Day dans New Girl
  - Felicity Huffman pour le rôle de Lynette Scavo dans Desperate Housewives
  - Laura Linney pour le rôle de Cathy Jamison dans The Big C
  - Melissa McCarthy pour le rôle de Molly Flynn dans Mike and Molly
  - Amy Poehler pour le rôle de Leslie Knope dans Parks and Recreation

- 2012[1] : Kaley Cuoco pour le rôle de Penny dans The Big Bang Theory
  - Christina Applegate pour le rôle de Reagan Brinkley dans Up All Night
  - Laura Dern pour le rôle d'Amy Jellicoe dans Enlightened
  - Lena Dunham pour le rôle de Hannah Horvath dans Girls
  - Julia Louis-Dreyfus pour le rôle de Selina Meyer dans Veep
  - Amy Poehler pour le rôle de Leslie Knope dans Parks and Recreation

- 2014 : Taylor Schilling pour le rôle de Piper Chapman dans Orange Is the New Black
  - Laura Dern pour le rôle d'Amy Jellicoe dans Enlightened
  - Zooey Deschanel pour le rôle de Jessica "Jess" Day dans New Girl
  - Lena Dunham pour le rôle de Hannah Horvath dans Girls
  - Edie Falco pour le rôle de Jackie Payton dans Nurse Jackie
  - Julia Louis-Dreyfus pour le rôle de la vice-présidente Selina Meyer dans Veep
  - Amy Poehler pour le rôle de Leslie Knope dans Parks and Recreation
  - Jessica Walter pour le rôle de Lucille Bluth dans Arrested Development

- 2015 : Mindy Kaling pour le rôle de Mindy Lahiri dans The Mindy Project
  - Zooey Deschanel pour le rôle de Jessica "Jess" Day dans New Girl
  - Edie Falco pour le rôle de Jackie Payton dans Nurse Jackie
  - Julia Louis-Dreyfus pour le rôle de la présidente Selina Meyer dans Veep
  - Emmy Rossum pour le rôle de Fiona Gallagher dans Shameless
  - Taylor Schilling pour le rôle de Piper Chapman dans Orange Is the New Black

- 2016 : Taylor Schilling pour le rôle de Piper Chapman dans Orange Is the New Black
  - Jamie Lee Curtis pour le rôle de Dean Cathy Munsch dans Scream Queens
  - Julia Louis-Dreyfus pour le rôle de la présidente Selina Meyer dans Veep
  - Amy Poehler pour le rôle de Leslie Knope dans Parks and Recreation
  - Gina Rodriguez pour le rôle de Jane Villanueva dans Jane the Virgin
  - Lily Tomlin pour le rôle de Frankie Bergstein dans Grace et Frankie

- 2017 : Taylor Schilling pour le rôle de Piper Chapman dans Orange Is the New Black
  - Pamela Adlon pour le rôle de Sam Fox dans  Better Things
  - Sharon Horgan pour le rôle de Sharon Morris dans  Catastrophe
  - Ellie Kemper pour le rôle de Kimberly "Kimmy" Schmidt dans  Unbreakable Kimmy Schmidt
  - Tracee Ellis Ross pour le rôle du Dr. Rainbow "Bow" Johnson dans  Black-ish

- 2018 : Niecy Nash pour le rôle de Desna Simms dans Claws
  - Alison Brie pour le rôle de Ruth "Zoya the Destroyer" Wilder dans GLOW
  - Kathryn Hahn pour le rôle de Chris Kraus dans I Love Dick
  - Ellie Kemper pour le rôle de Kimberly "Kimmy" Schmidt dans Unbreakable Kimmy Schmidt
  - Julia Louis-Dreyfus pour le rôle de Selina Meyer dans Veep
  - Issa Rae pour le rôle d'Issa dans Insecure

- 2019[2] : Issa Rae  pour le rôle d'Issa dans Insecure
  - Alison Brie pour le rôle de Ruth "Zoya the Destroyer" Wilder dans GLOW
  - Christina Hendricks pour le rôle de Beth Boland dans Good Girls (Vol à mères armées)
  - Ellie Kemper pour le rôle de Kimberly "Kimmy" Schmidt dans Unbreakable Kimmy Schmidt
  - Niecy Nash pour le rôle de Desna Simms dans Claws
  - Tracee Ellis Ross pour le rôle de Rainbow « Bow » Johnson dans Black-ish

### Années 2020
- 2020[3] : Phoebe Waller-Bridge pour le rôle de Fleabag dans Fleabag
  - Alison Brie pour le rôle de Ruth "Zoya the Destroyer" Wilder dans GLOW
  - Catherine O’Hara pour le rôle de Moira Rose dans Schitt's Creek (Bienvenue à Schitt's Creek)
  - Christina Applegate pour le rôle de Jen Harding dans Dead to Me (Mort à mes yeux)
  - Natasha Lyonne pour le rôle de Nadia Vulvokov dans Russian Doll (Poupée russe)
  - Pamela Adlon pour le rôle de Sam Fox dans Better Things
  - Rachel Brosnahan pour le rôle de Miriam Maisel dans The Marvelous Mrs. Maisel (Mme Maisel, femme fabuleuse)

- 2021 : Elle Fanning dans The Great
  - Christina Applegate dans Dead to Me
  - Linda Cardellini dans Dead to Me
  - Zoë Kravitz dans High Fidelity
  - Catherine O'Hara dans Bienvenue à Schitt's Creek (Schitt's Creek)
  - Issa Rae dans Insecure

- 2022 : Jean Smart dans Hacks (HBO Max)
  - Selena Gomez dans Only Murders in the Building as Mabel Mora (Hulu)
  - Jennifer Jason Leigh dans Atypical as Elsa Gardner (Netflix)
  - Sandra Oh dans Directrice (Netflix)
  - Hannah Waddingham dans Ted Lasso (Apple TV+)
  - Lena Waithe dans Master of None (Netflix)

- 2023 : Selena Gomez pour Only Murders in the Building
  - Quinta Brunson pour Abbott Elementary
  - Kaley Cuoco pour The Flight Attendant
  - Ophelia Lovibond pour Minx
  - Edi Patterson (en) pour The Righteous Gemstones
  - Jean Smart pour Hacks

- 2024 : Jennifer Coolidge – The White Lotus
  - Rachel Brosnahan – The Marvelous Mrs. Maisel
  - Ayo Edebiri – The Bear
  - Elle Fanning – The Great
  - Selena Gomez – Only Murders in the Building

- 2025 : Emma Stone – The Curse
  - Kristen Bell – Nobody Wants This
  - Quinta Brunson – Abbott Elementary
  - Ayo Edebiri – The Bear
  - Selena Gomez – Only Murders in the Building
  - Jean Smart – Hacks